# Élections fédérales canadiennes de 2011 en Saskatchewan
Les élections fédérales canadiennes de 2011 en Saskatchewan ont vu, comme en 2008, le Parti conservateur remporter tous les sièges de la province sauf Wascana remporté par le Parti libéral.

## Résultats provinciaux
| Parti | Parti        | Parti  |     |
| ----- | ------------ | ------ | --- |
|       | Conservateur | Sièges | 13  |
| Voix  | Conservateur | 56,3   |     |
|       | NPD          | Sièges | 0   |
| Voix  | NPD          | 32,3   |     |
|       | Libéral      | Sièges | 1   |
| Voix  | Libéral      | 8,6    |     |
|       | Vert         | Sièges | 0   |
| Voix  | Vert         | 2,7    |     |
|       | Indépendants | Voix   | 0,2 |
| Total | Total        | Total  | 14  |

## Résultats par circonscription

### Sud de la Saskatchewan
| Circonscription             | Candidats | Candidats               | Candidats | Candidats              | Candidats | Candidats             | Candidats | Candidats              | Candidats | Candidats             |  | Député sortant   |
| Circonscription             |           | Conservateur            |           | Libéral                |           | NPD                   |           | Vert                   |           | Autre                 |  | Député sortant   |
| --------------------------- | --------- | ----------------------- | --------- | ---------------------- | --------- | --------------------- | --------- | ---------------------- | --------- | --------------------- |  | ---------------- |
| Cypress Hills—Grasslands    |           | David Anderson 20 555   |           | Duane Filson 1 838     |           | Trevor Peterson 6 248 |           | Helmi Scott 788        |           |                       |  | David Anderson   |
| Palliser                    |           | Ray Boughen 15 850      |           | Russ Collicott 1 797   |           | Noah Evanchuk 15 084  |           | Larissa Shasko 995     |           |                       |  | Ray Boughen      |
| Regina—Lumsden— Lake Centre |           | Tom Lukiwski 18 076     |           | Monica Lysack 2 467    |           | Brian Sklar 12 518    |           | Billy Patterson 911    |           |                       |  | Tom Lukiwski     |
| Regina—Qu'Appelle           |           | Andrew Scheer 15 896    |           | Jackie Miller 1 400    |           | Fred Clipsham 11 419  |           | Gregory Chatterson 879 |           | Jeff Breti (Ind.) 127 |  | Andrew Scheer    |
| Souris—Moose Mountain       |           | Ed Komarnicki 21 598    |           | Gerald Borrowman 1 236 |           | Allan Arthur 5 461    |           | Bob Deptuck 898        |           |                       |  | Ed Komarnicki    |
| Wascana                     |           | Ian Shields 14 291      |           | Ralph Goodale 15 823   |           | Marc Spooner 7 681    |           | Bill Clary 954         |           |                       |  | Ralph Goodale    |
| Yorkton—Melville            |           | Garry Breitkreuz 21 906 |           | Kash Andreychuk 2 167  |           | Doug Ottenbreit 6 931 |           | Elaine Hughes 774      |           |                       |  | Garry Breitkreuz |

### Nord de la Saskatchewan
| Circonscription                      | Candidats | Candidats                | Candidats | Candidats               | Candidats | Candidats               | Candidats | Candidats                    | Candidats | Candidats                      |  | Député sortant    |
| Circonscription                      |           | Conservateur             |           | Libéral                 |           | NPD                     |           | Vert                         |           | Autre                          |  | Député sortant    |
| ------------------------------------ | --------- | ------------------------ | --------- | ----------------------- | --------- | ----------------------- | --------- | ---------------------------- | --------- | ------------------------------ |  | ----------------- |
| Battlefords—Lloydminster             |           | Gerry Ritz 19 203        |           | Jordan LaPlante 950     |           | Glenn Tait 7 767        |           | Norbert Kratchmer 785        |           |                                |  | Gerry Ritz        |
| Blackstrap                           |           | Lynne Yelich 23 280      |           | Deborah J. Walker 2 713 |           | Darien Moore 15 769     |           | Shawn Setyo 1 033            |           |                                |  | Lynne Yelich      |
| Desnethé—Missinippi— Churchill River |           | Rob Clarke 10 509        |           | Gabe Lafond 1 144       |           | Lawrence Joseph 9 715   |           | George Morin 560             |           |                                |  | Rob Clarke        |
| Prince Albert                        |           | Randy Hoback 19 214      |           | Ron Wassill 1 070       |           | Valerie Mushinski 9 841 |           | Myk Brazier 666              |           | Craig Leonard Batley (CAP) 116 |  | Randy Hoback      |
| Saskatoon—Humboldt                   |           | Brad Trost 19 954        |           | Darren Hill 3 013       |           | Denise Kouri 13 271     |           | Sandra Finley 926            |           | Jim Pankiw (Ind.) 682          |  | Brad Trost        |
| Saskatoon—Rosetown— Biggar           |           | Kelly Block 14 652       |           | Lee Reaney 697          |           | Nettie Wiebe 14 114     |           | Vicki Strelioff 626          |           |                                |  | Kelly Block       |
| Saskatoon—Wanuskewin                 |           | Maurice Vellacott 21 183 |           | Patricia Zipchen 2 428  |           | John Parry 11 395       |           | Mark Bigland-Pritchard 1 250 |           |                                |  | Maurice Vellacott |